# Liste des planètes mineures non numérotées découvertes en mai 2020
Pour un article plus général, voir Liste des planètes mineures non numérotées découvertes en 2020.
Pour un article plus général, voir Liste des planètes mineures.
Cet article dresse la liste des planètes mineures (astéroïdes, centaures, objets transneptuniens et assimilés) non numérotées découvertes en mai 2020 dans l'ordre de leur découverte.
Au 15 janvier 2025, 661 077 des 1 434 993 planètes mineures répertoriées par le Centre des planètes mineures ne sont pas encore numérotées, soit 46,07 %.

## Rappel concernant la désignation provisoire
La désignation provisoire indique l'ordre de découverte de ces objets. En effet, cette désignation est composée de l'année de découverte (par exemple 2020) suivie de la quinzaine (demi-mois) de découverte (p.e. A = 1-15 janvier) puis de l'ordre de découverte dans cette quinzaine. Cet ordre est indiqué par une lettre et éventuellement un chiffre comme suit : A pour la première découverte, B pour la deuxième, ..., Z pour la 25e (le I n'est pas utilisé pour éviter la confusion avec 1), A1 pour la 26e, B1 pour la 27e, etc. , Z1 pour la 50e, A2 pour la 51e, B2 pour la 52e, etc. L'ordre de la numérotation ne suit donc pas l'ordre alphanumérique. 2020 AA1 suit ainsi 2020 AZ et précède 2020 AB1.

## Liste

### Du1erau 15 mai 2020
- 2020 JA
- 2020 JB
- 2020 JC
- 2020 JD
- 2020 JE
- 2020 JF
- 2020 JG
- 2020 JH
- 2020 JJ
- 2020 JK
- 2020 JL
- 2020 JM
- 2020 JN
- 2020 JO
- 2020 JP
- 2020 JR
- 2020 JS
- 2020 JT
- 2020 JU
- 2020 JV
- 2020 JX
- 2020 JY
- 2020 JZ
- 2020 JA1
- 2020 JB1
- 2020 JC1
- 2020 JD1
- 2020 JE1
- 2020 JF1
- 2020 JG1
- 2020 JH1
- 2020 JJ1
- 2020 JK1
- 2020 JL1
- 2020 JM1
- 2020 JN1
- 2020 JO1
- 2020 JP1
- 2020 JQ1
- 2020 JR1
- 2020 JT1
- 2020 JU1
- 2020 JV1
- 2020 JW1
- 2020 JX1
- 2020 JY1
- 2020 JZ1
- 2020 JA2
- 2020 JB2
- 2020 JD2
- 2020 JE2
- 2020 JF2
- 2020 JG2
- 2020 JH2
- 2020 JJ2
- 2020 JK2
- 2020 JL2
- 2020 JM2
- 2020 JN2
- 2020 JO2
- 2020 JP2
- 2020 JQ2
- 2020 JR2
- 2020 JT2
- 2020 JU2
- 2020 JV2
- 2020 JW2
- 2020 JX2
- 2020 JY2
- 2020 JZ2
- 2020 JA3
- 2020 JB3
- 2020 JC3
- 2020 JD3
- 2020 JE3
- 2020 JF3
- 2020 JG3
- 2020 JJ3
- 2020 JK3
- 2020 JL3
- 2020 JM3
- 2020 JN3
- 2020 JO3
- 2020 JP3
- 2020 JQ3
- 2020 JR3
- 2020 JS3
- 2020 JT3
- 2020 JU3
- 2020 JV3
- 2020 JW3
- 2020 JZ3
- 2020 JA4
- 2020 JD4
- 2020 JF4
- 2020 JK4
- 2020 JM4
- 2020 JO4
- 2020 JR4
- 2020 JV4
- 2020 JY4
- 2020 JZ4
- 2020 JD5
- 2020 JE5
- 2020 JG5
- 2020 JH5
- 2020 JT5
- 2020 JY5
- 2020 JB6
- 2020 JE6
- 2020 JJ6
- 2020 JN6
- 2020 JO6
- 2020 JQ6
- 2020 JS6
- 2020 JV6
- 2020 JY6
- 2020 JH7
- 2020 JK7
- 2020 JL7
- 2020 JM7
- 2020 JO7
- 2020 JP7
- 2020 JT7
- 2020 JU7
- 2020 JV7
- 2020 JZ7
- 2020 JA8
- 2020 JC8
- 2020 JF8
- 2020 JJ8
- 2020 JQ8
- 2020 JR8
- 2020 JS8
- 2020 JV8
- 2020 JZ8
- 2020 JA9
- 2020 JC9
- 2020 JF9
- 2020 JG9
- 2020 JH9
- 2020 JK9
- 2020 JM9
- 2020 JN9
- 2020 JO9
- 2020 JP9
- 2020 JQ9
- 2020 JR9
- 2020 JS9
- 2020 JT9
- 2020 JW9
- 2020 JY9
- 2020 JA10
- 2020 JD10
- 2020 JF10
- 2020 JG10
- 2020 JH10
- 2020 JJ10
- 2020 JL10
- 2020 JN10
- 2020 JO10
- 2020 JT10
- 2020 JW10
- 2020 JZ10
- 2020 JB11
- 2020 JC11
- 2020 JE11
- 2020 JG11
- 2020 JK11
- 2020 JL11
- 2020 JM11
- 2020 JR11
- 2020 JV11
- 2020 JW11
- 2020 JB12
- 2020 JC12
- 2020 JD12
- 2020 JF12
- 2020 JH12
- 2020 JO12
- 2020 JP12
- 2020 JV12
- 2020 JA13
- 2020 JC13
- 2020 JD13
- 2020 JG13
- 2020 JH13
- 2020 JJ13
- 2020 JK13
- 2020 JL13
- 2020 JO13
- 2020 JQ13
- 2020 JT13
- 2020 JV13
- 2020 JX13
- 2020 JY13
- 2020 JA14
- 2020 JH14
- 2020 JK14
- 2020 JL14
- 2020 JM14
- 2020 JN14
- 2020 JS14
- 2020 JT14
- 2020 JU14
- 2020 JV14
- 2020 JW14
- 2020 JX14
- 2020 JY14
- 2020 JA15
- 2020 JB15
- 2020 JC15
- 2020 JD15
- 2020 JE15
- 2020 JG15
- 2020 JK15
- 2020 JL15
- 2020 JM15
- 2020 JO15
- 2020 JP15
- 2020 JS15
- 2020 JU15
- 2020 JW15
- 2020 JX15
- 2020 JY15
- 2020 JZ15
- 2020 JA16
- 2020 JC16
- 2020 JD16
- 2020 JG16
- 2020 JH16
- 2020 JJ16
- 2020 JK16
- 2020 JL16
- 2020 JO16
- 2020 JP16
- 2020 JQ16
- 2020 JR16
- 2020 JS16
- 2020 JU16
- 2020 JV16
- 2020 JW16
- 2020 JX16
- 2020 JZ16
- 2020 JA17
- 2020 JB17
- 2020 JC17
- 2020 JD17
- 2020 JE17
- 2020 JF17
- 2020 JG17
- 2020 JH17
- 2020 JJ17
- 2020 JK17
- 2020 JM17
- 2020 JN17
- 2020 JO17
- 2020 JR17
- 2020 JS17
- 2020 JT17
- 2020 JU17
- 2020 JX17
- 2020 JY17
- 2020 JZ17
- 2020 JB18
- 2020 JC18
- 2020 JD18
- 2020 JE18
- 2020 JF18
- 2020 JG18
- 2020 JH18
- 2020 JJ18
- 2020 JM18
- 2020 JN18
- 2020 JO18
- 2020 JP18
- 2020 JQ18
- 2020 JS18
- 2020 JT18
- 2020 JU18
- 2020 JV18
- 2020 JX18
- 2020 JY18
- 2020 JZ18
- 2020 JA19
- 2020 JB19
- 2020 JC19
- 2020 JD19
- 2020 JE19
- 2020 JF19
- 2020 JG19
- 2020 JH19
- 2020 JJ19
- 2020 JK19
- 2020 JL19
- 2020 JM19
- 2020 JN19
- 2020 JO19
- 2020 JP19
- 2020 JR19
- 2020 JS19
- 2020 JT19
- 2020 JU19
- 2020 JV19
- 2020 JW19
- 2020 JX19
- 2020 JY19
- 2020 JZ19
- 2020 JB20
- 2020 JC20
- 2020 JD20
- 2020 JE20
- 2020 JF20
- 2020 JG20
- 2020 JH20
- 2020 JJ20
- 2020 JK20
- 2020 JL20
- 2020 JM20
- 2020 JN20
- 2020 JO20
- 2020 JP20
- 2020 JQ20
- 2020 JR20
- 2020 JS20
- 2020 JT20
- 2020 JU20
- 2020 JW20
- 2020 JX20
- 2020 JY20
- 2020 JZ20
- 2020 JA21
- 2020 JB21
- 2020 JC21
- 2020 JD21
- 2020 JE21
- 2020 JF21
- 2020 JH21
- 2020 JJ21
- 2020 JK21
- 2020 JL21
- 2020 JN21
- 2020 JP21
- 2020 JQ21
- 2020 JR21
- 2020 JS21
- 2020 JU21
- 2020 JX21
- 2020 JZ21
- 2020 JA22
- 2020 JC22
- 2020 JD22
- 2020 JE22
- 2020 JF22
- 2020 JH22
- 2020 JJ22
- 2020 JK22
- 2020 JL22
- 2020 JM22
- 2020 JN22
- 2020 JO22
- 2020 JQ22
- 2020 JR22
- 2020 JS22
- 2020 JT22
- 2020 JV22
- 2020 JW22
- 2020 JX22
- 2020 JY22
- 2020 JZ22
- 2020 JA23
- 2020 JB23
- 2020 JC23
- 2020 JD23
- 2020 JE23
- 2020 JF23
- 2020 JG23
- 2020 JH23
- 2020 JJ23
- 2020 JK23
- 2020 JL23
- 2020 JM23
- 2020 JN23
- 2020 JO23
- 2020 JP23
- 2020 JQ23
- 2020 JR23
- 2020 JS23
- 2020 JT23
- 2020 JU23
- 2020 JV23
- 2020 JW23
- 2020 JX23
- 2020 JY23
- 2020 JZ23
- 2020 JA24
- 2020 JB24
- 2020 JC24
- 2020 JD24
- 2020 JE24
- 2020 JF24
- 2020 JG24
- 2020 JH24
- 2020 JJ24
- 2020 JK24
- 2020 JL24
- 2020 JN24
- 2020 JO24
- 2020 JP24
- 2020 JQ24
- 2020 JR24
- 2020 JT24
- 2020 JV24
- 2020 JW24
- 2020 JX24
- 2020 JY24
- 2020 JZ24
- 2020 JA25
- 2020 JB25
- 2020 JC25
- 2020 JD25
- 2020 JE25
- 2020 JF25
- 2020 JG25
- 2020 JH25
- 2020 JJ25
- 2020 JL25
- 2020 JN25
- 2020 JO25
- 2020 JP25
- 2020 JR25
- 2020 JS25
- 2020 JT25
- 2020 JU25
- 2020 JV25
- 2020 JW25
- 2020 JX25
- 2020 JY25
- 2020 JZ25
- 2020 JA26
- 2020 JC26
- 2020 JD26
- 2020 JE26
- 2020 JG26
- 2020 JJ26
- 2020 JK26
- 2020 JL26
- 2020 JM26
- 2020 JN26
- 2020 JO26
- 2020 JP26
- 2020 JQ26
- 2020 JR26
- 2020 JS26
- 2020 JT26
- 2020 JU26
- 2020 JV26
- 2020 JW26
- 2020 JY26
- 2020 JZ26
- 2020 JA27
- 2020 JC27
- 2020 JD27
- 2020 JE27
- 2020 JF27
- 2020 JG27
- 2020 JJ27
- 2020 JK27
- 2020 JL27
- 2020 JM27
- 2020 JN27
- 2020 JO27
- 2020 JP27
- 2020 JQ27
- 2020 JR27
- 2020 JS27
- 2020 JT27
- 2020 JU27
- 2020 JW27
- 2020 JX27
- 2020 JY27
- 2020 JZ27
- 2020 JB28
- 2020 JD28
- 2020 JE28
- 2020 JF28
- 2020 JH28
- 2020 JK28
- 2020 JM28
- 2020 JN28
- 2020 JP28
- 2020 JQ28
- 2020 JR28
- 2020 JS28
- 2020 JU28
- 2020 JV28
- 2020 JW28
- 2020 JX28
- 2020 JY28
- 2020 JZ28
- 2020 JA29
- 2020 JB29
- 2020 JC29
- 2020 JD29
- 2020 JE29
- 2020 JF29
- 2020 JG29
- 2020 JH29
- 2020 JJ29
- 2020 JK29
- 2020 JL29
- 2020 JM29
- 2020 JN29
- 2020 JO29
- 2020 JP29
- 2020 JR29
- 2020 JS29
- 2020 JT29
- 2020 JU29
- 2020 JV29
- 2020 JX29
- 2020 JY29
- 2020 JZ29
- 2020 JA30
- 2020 JB30
- 2020 JC30
- 2020 JD30
- 2020 JE30
- 2020 JF30
- 2020 JG30
- 2020 JH30
- 2020 JJ30
- 2020 JK30
- 2020 JL30
- 2020 JM30
- 2020 JN30
- 2020 JO30
- 2020 JP30
- 2020 JR30
- 2020 JS30
- 2020 JT30
- 2020 JU30
- 2020 JV30
- 2020 JW30
- 2020 JX30
- 2020 JY30
- 2020 JZ30
- 2020 JA31
- 2020 JB31
- 2020 JC31
- 2020 JD31
- 2020 JE31
- 2020 JF31
- 2020 JG31
- 2020 JH31
- 2020 JJ31
- 2020 JK31
- 2020 JL31
- 2020 JM31
- 2020 JN31
- 2020 JO31
- 2020 JP31
- 2020 JQ31
- 2020 JR31
- 2020 JU31
- 2020 JV31
- 2020 JW31
- 2020 JY31
- 2020 JZ31
- 2020 JA32
- 2020 JD32
- 2020 JG32
- 2020 JH32
- 2020 JJ32
- 2020 JL32
- 2020 JM32
- 2020 JN32
- 2020 JO32
- 2020 JR32
- 2020 JS32
- 2020 JU32
- 2020 JW32
- 2020 JX32
- 2020 JZ32
- 2020 JA33
- 2020 JB33
- 2020 JC33
- 2020 JD33
- 2020 JE33
- 2020 JF33
- 2020 JG33
- 2020 JJ33
- 2020 JK33
- 2020 JL33
- 2020 JM33
- 2020 JO33
- 2020 JP33
- 2020 JQ33
- 2020 JR33
- 2020 JS33
- 2020 JT33
- 2020 JU33
- 2020 JV33
- 2020 JW33
- 2020 JX33
- 2020 JY33
- 2020 JA34
- 2020 JB34
- 2020 JC34
- 2020 JD34
- 2020 JE34
- 2020 JF34
- 2020 JG34
- 2020 JH34
- 2020 JJ34
- 2020 JK34
- 2020 JL34
- 2020 JM34
- 2020 JN34
- 2020 JO34
- 2020 JR34
- 2020 JT34
- 2020 JU34
- 2020 JV34
- 2020 JZ34
- 2020 JB35
- 2020 JD35
- 2020 JF35
- 2020 JG35
- 2020 JH35
- 2020 JJ35
- 2020 JK35
- 2020 JM35
- 2020 JN35
- 2020 JR35
- 2020 JS35
- 2020 JT35
- 2020 JV35
- 2020 JW35
- 2020 JX35
- 2020 JA36
- 2020 JB36
- 2020 JD36
- 2020 JF36
- 2020 JG36
- 2020 JH36
- 2020 JJ36
- 2020 JL36
- 2020 JM36
- 2020 JN36
- 2020 JO36
- 2020 JP36
- 2020 JQ36
- 2020 JR36
- 2020 JS36
- 2020 JT36
- 2020 JU36
- 2020 JV36
- 2020 JW36
- 2020 JX36
- 2020 JY36
- 2020 JB37
- 2020 JC37
- 2020 JD37
- 2020 JE37
- 2020 JF37
- 2020 JG37
- 2020 JJ37
- 2020 JK37
- 2020 JM37
- 2020 JN37
- 2020 JO37
- 2020 JP37
- 2020 JQ37
- 2020 JR37
- 2020 JT37
- 2020 JU37
- 2020 JV37
- 2020 JW37
- 2020 JX37
- 2020 JZ37
- 2020 JB38
- 2020 JC38
- 2020 JD38
- 2020 JE38
- 2020 JF38
- 2020 JG38
- 2020 JH38
- 2020 JJ38
- 2020 JK38
- 2020 JL38
- 2020 JM38
- 2020 JN38
- 2020 JO38
- 2020 JP38
- 2020 JQ38
- 2020 JR38
- 2020 JS38
- 2020 JT38
- 2020 JV38
- 2020 JW38
- 2020 JX38
- 2020 JY38
- 2020 JA39
- 2020 JB39
- 2020 JC39
- 2020 JD39
- 2020 JE39
- 2020 JF39
- 2020 JG39
- 2020 JH39
- 2020 JJ39
- 2020 JK39
- 2020 JL39
- 2020 JM39
- 2020 JN39
- 2020 JO39
- 2020 JP39
- 2020 JQ39
- 2020 JR39
- 2020 JS39
- 2020 JT39
- 2020 JU39
- 2020 JV39
- 2020 JW39
- 2020 JX39
- 2020 JY39
- 2020 JZ39
- 2020 JA40
- 2020 JB40
- 2020 JD40
- 2020 JF40
- 2020 JG40
- 2020 JH40
- 2020 JJ40
- 2020 JK40
- 2020 JL40
- 2020 JM40
- 2020 JN40
- 2020 JO40
- 2020 JP40
- 2020 JQ40
- 2020 JR40
- 2020 JS40
- 2020 JT40
- 2020 JU40
- 2020 JV40
- 2020 JX40
- 2020 JY40
- 2020 JZ40
- 2020 JA41
- 2020 JB41
- 2020 JC41
- 2020 JD41
- 2020 JE41
- 2020 JF41
- 2020 JG41
- 2020 JH41
- 2020 JJ41
- 2020 JL41
- 2020 JM41
- 2020 JN41
- 2020 JO41
- 2020 JP41
- 2020 JQ41
- 2020 JR41
- 2020 JS41
- 2020 JT41
- 2020 JU41
- 2020 JV41
- 2020 JW41
- 2020 JX41
- 2020 JY41
- 2020 JZ41
- 2020 JA42
- 2020 JB42
- 2020 JC42
- 2020 JD42
- 2020 JE42
- 2020 JF42
- 2020 JG42
- 2020 JH42
- 2020 JJ42
- 2020 JK42
- 2020 JL42
- 2020 JM42
- 2020 JN42
- 2020 JO42
- 2020 JP42
- 2020 JQ42
- 2020 JR42
- 2020 JS42
- 2020 JT42
- 2020 JU42
- 2020 JV42
- 2020 JW42
- 2020 JX42
- 2020 JY42
- 2020 JZ42
- 2020 JA43
- 2020 JB43
- 2020 JC43
- 2020 JD43
- 2020 JE43
- 2020 JF43
- 2020 JG43
- 2020 JH43
- 2020 JJ43
- 2020 JL43
- 2020 JM43
- 2020 JN43
- 2020 JO43
- 2020 JQ43
- 2020 JR43
- 2020 JS43
- 2020 JT43
- 2020 JU43
- 2020 JV43
- 2020 JW43
- 2020 JX43
- 2020 JY43
- 2020 JZ43
- 2020 JA44
- 2020 JB44
- 2020 JC44
- 2020 JD44
- 2020 JE44
- 2020 JF44
- 2020 JG44
- 2020 JH44
- 2020 JJ44
- 2020 JK44
- 2020 JL44
- 2020 JM44
- 2020 JN44
- 2020 JO44
- 2020 JP44
- 2020 JQ44
- 2020 JR44
- 2020 JS44
- 2020 JT44
- 2020 JU44
- 2020 JV44
- 2020 JW44
- 2020 JX44
- 2020 JY44
- 2020 JZ44
- 2020 JA45
- 2020 JB45
- 2020 JC45
- 2020 JD45
- 2020 JE45
- 2020 JF45
- 2020 JL45
- 2020 JO45
- 2020 JP45
- 2020 JQ45
- 2020 JS45
- 2020 JT45
- 2020 JV45
- 2020 JW45
- 2020 JX45
- 2020 JY45
- 2020 JB46
- 2020 JD46
- 2020 JE46
- 2020 JF46
- 2020 JH46
- 2020 JJ46
- 2020 JL46
- 2020 JM46
- 2020 JN46
- 2020 JO46
- 2020 JP46
- 2020 JQ46
- 2020 JR46
- 2020 JS46
- 2020 JT46
- 2020 JU46
- 2020 JV46
- 2020 JW46
- 2020 JX46
- 2020 JY46
- 2020 JZ46
- 2020 JA47
- 2020 JB47
- 2020 JC47
- 2020 JD47
- 2020 JE47
- 2020 JF47
- 2020 JG47
- 2020 JH47
- 2020 JJ47
- 2020 JK47
- 2020 JL47
- 2020 JM47
- 2020 JN47
- 2020 JO47
- 2020 JP47
- 2020 JQ47
- 2020 JR47
- 2020 JS47
- 2020 JT47
- 2020 JU47
- 2020 JV47
- 2020 JW47
- 2020 JX47
- 2020 JY47
- 2020 JZ47
- 2020 JA48
- 2020 JB48
- 2020 JC48
- 2020 JD48
- 2020 JE48
- 2020 JF48
- 2020 JG48
- 2020 JH48
- 2020 JJ48
- 2020 JK48
- 2020 JL48
- 2020 JM48
- 2020 JN48
- 2020 JO48
- 2020 JP48
- 2020 JQ48
- 2020 JR48
- 2020 JS48
- 2020 JT48
- 2020 JU48
- 2020 JV48
- 2020 JW48
- 2020 JX48
- 2020 JY48
- 2020 JZ48
- 2020 JA49
- 2020 JB49
- 2020 JC49
- 2020 JD49
- 2020 JE49
- 2020 JF49
- 2020 JG49
- 2020 JH49
- 2020 JJ49
- 2020 JK49
- 2020 JL49
- 2020 JM49
- 2020 JN49
- 2020 JP49
- 2020 JQ49
- 2020 JR49
- 2020 JS49
- 2020 JT49
- 2020 JU49
- 2020 JV49
- 2020 JW49
- 2020 JX49
- 2020 JY49
- 2020 JZ49
- 2020 JC50
- 2020 JD50
- 2020 JE50
- 2020 JF50
- 2020 JG50
- 2020 JH50
- 2020 JJ50
- 2020 JK50
- 2020 JM50
- 2020 JN50
- 2020 JO50
- 2020 JP50
- 2020 JQ50
- 2020 JR50
- 2020 JS50
- 2020 JT50
- 2020 JU50
- 2020 JV50
- 2020 JW50
- 2020 JX50
- 2020 JY50
- 2020 JZ50
- 2020 JA51
- 2020 JB51
- 2020 JC51
- 2020 JD51
- 2020 JE51
- 2020 JF51
- 2020 JG51
- 2020 JH51
- 2020 JJ51
- 2020 JK51
- 2020 JL51
- 2020 JM51
- 2020 JN51
- 2020 JO51
- 2020 JP51
- 2020 JQ51
- 2020 JR51
- 2020 JS51
- 2020 JT51
- 2020 JU51
- 2020 JV51
- 2020 JW51
- 2020 JX51
- 2020 JY51
- 2020 JZ51
- 2020 JA52
- 2020 JB52
- 2020 JC52
- 2020 JD52
- 2020 JE52
- 2020 JF52
- 2020 JG52
- 2020 JH52
- 2020 JJ52
- 2020 JK52
- 2020 JL52
- 2020 JM52
- 2020 JN52
- 2020 JO52
- 2020 JP52
- 2020 JQ52
- 2020 JR52
- 2020 JS52
- 2020 JT52
- 2020 JU52
- 2020 JV52
- 2020 JW52
- 2020 JX52
- 2020 JY52
- 2020 JZ52
- 2020 JA53
- 2020 JB53
- 2020 JC53
- 2020 JD53
- 2020 JE53
- 2020 JF53
- 2020 JG53
- 2020 JH53
- 2020 JJ53
- 2020 JK53
- 2020 JL53
- 2020 JM53
- 2020 JN53
- 2020 JO53
- 2020 JP53
- 2020 JQ53
- 2020 JR53
- 2020 JS53
- 2020 JT53
- 2020 JU53
- 2020 JV53
- 2020 JW53
- 2020 JX53
- 2020 JY53
- 2020 JZ53
- 2020 JA54
- 2020 JB54
- 2020 JC54
- 2020 JD54
- 2020 JE54
- 2020 JF54
- 2020 JG54
- 2020 JH54
- 2020 JJ54
- 2020 JK54
- 2020 JL54
- 2020 JM54

### Du 16 au 31 mai 2020
- 2020 KA
- 2020 KB
- 2020 KC
- 2020 KD
- 2020 KE
- 2020 KF
- 2020 KG
- 2020 KH
- 2020 KJ
- 2020 KK
- 2020 KL
- 2020 KM
- 2020 KN
- 2020 KO
- 2020 KP
- 2020 KQ
- 2020 KR
- 2020 KS
- 2020 KT
- 2020 KU
- 2020 KV
- 2020 KW
- 2020 KX
- 2020 KY
- 2020 KZ
- 2020 KA1
- 2020 KB1
- 2020 KC1
- 2020 KD1
- 2020 KE1
- 2020 KF1
- 2020 KH1
- 2020 KJ1
- 2020 KK1
- 2020 KL1
- 2020 KM1
- 2020 KN1
- 2020 KO1
- 2020 KQ1
- 2020 KR1
- 2020 KS1
- 2020 KT1
- 2020 KU1
- 2020 KV1
- 2020 KW1
- 2020 KX1
- 2020 KY1
- 2020 KZ1
- 2020 KA2
- 2020 KB2
- 2020 KC2
- 2020 KD2
- 2020 KE2
- 2020 KF2
- 2020 KG2
- 2020 KJ2
- 2020 KK2
- 2020 KL2
- 2020 KM2
- 2020 KN2
- 2020 KO2
- 2020 KP2
- 2020 KR2
- 2020 KS2
- 2020 KT2
- 2020 KU2
- 2020 KV2
- 2020 KW2
- 2020 KX2
- 2020 KY2
- 2020 KZ2
- 2020 KA3
- 2020 KB3
- 2020 KC3
- 2020 KD3
- 2020 KE3
- 2020 KF3
- 2020 KG3
- 2020 KJ3
- 2020 KK3
- 2020 KL3
- 2020 KM3
- 2020 KN3
- 2020 KP3
- 2020 KQ3
- 2020 KS3
- 2020 KT3
- 2020 KU3
- 2020 KV3
- 2020 KW3
- 2020 KX3
- 2020 KY3
- 2020 KZ3
- 2020 KA4
- 2020 KB4
- 2020 KC4
- 2020 KD4
- 2020 KE4
- 2020 KF4
- 2020 KG4
- 2020 KH4
- 2020 KJ4
- 2020 KK4
- 2020 KL4
- 2020 KM4
- 2020 KN4
- 2020 KO4
- 2020 KP4
- 2020 KQ4
- 2020 KR4
- 2020 KS4
- 2020 KT4
- 2020 KU4
- 2020 KV4
- 2020 KW4
- 2020 KX4
- 2020 KY4
- 2020 KZ4
- 2020 KA5
- 2020 KB5
- 2020 KC5
- 2020 KD5
- 2020 KE5
- 2020 KF5
- 2020 KG5
- 2020 KH5
- 2020 KJ5
- 2020 KK5
- 2020 KL5
- 2020 KM5
- 2020 KN5
- 2020 KO5
- 2020 KP5
- 2020 KQ5
- 2020 KR5
- 2020 KS5
- 2020 KT5
- 2020 KU5
- 2020 KV5
- 2020 KW5
- 2020 KY5
- 2020 KZ5
- 2020 KA6
- 2020 KB6
- 2020 KC6
- 2020 KD6
- 2020 KE6
- 2020 KF6
- 2020 KG6
- 2020 KH6
- 2020 KK6
- 2020 KL6
- 2020 KM6
- 2020 KO6
- 2020 KP6
- 2020 KQ6
- 2020 KR6
- 2020 KS6
- 2020 KT6
- 2020 KV6
- 2020 KW6
- 2020 KX6
- 2020 KY6
- 2020 KZ6
- 2020 KA7
- 2020 KB7
- 2020 KC7
- 2020 KD7
- 2020 KE7
- 2020 KF7
- 2020 KG7
- 2020 KH7
- 2020 KJ7
- 2020 KK7
- 2020 KL7
- 2020 KM7
- 2020 KO7
- 2020 KP7
- 2020 KQ7
- 2020 KR7
- 2020 KS7
- 2020 KU7
- 2020 KV7
- 2020 KX7
- 2020 KY7
- 2020 KZ7
- 2020 KA8
- 2020 KD8
- 2020 KF8
- 2020 KH8
- 2020 KL8
- 2020 KM8
- 2020 KQ8
- 2020 KR8
- 2020 KS8
- 2020 KU8
- 2020 KX8
- 2020 KC9
- 2020 KD9
- 2020 KF9
- 2020 KK9
- 2020 KL9
- 2020 KO9
- 2020 KQ9
- 2020 KR9
- 2020 KS9
- 2020 KW9
- 2020 KX9
- 2020 KZ9
- 2020 KA10
- 2020 KC10
- 2020 KF10
- 2020 KG10
- 2020 KH10
- 2020 KJ10
- 2020 KL10
- 2020 KM10
- 2020 KN10
- 2020 KO10
- 2020 KQ10
- 2020 KR10
- 2020 KS10
- 2020 KT10
- 2020 KV10
- 2020 KY10
- 2020 KA11
- 2020 KD11
- 2020 KE11
- 2020 KG11
- 2020 KH11
- 2020 KJ11
- 2020 KK11
- 2020 KL11
- 2020 KM11
- 2020 KO11
- 2020 KP11
- 2020 KQ11
- 2020 KR11
- 2020 KS11
- 2020 KT11
- 2020 KU11
- 2020 KV11
- 2020 KW11
- 2020 KX11
- 2020 KY11
- 2020 KB12
- 2020 KC12
- 2020 KD12
- 2020 KE12
- 2020 KF12
- 2020 KG12
- 2020 KH12
- 2020 KJ12
- 2020 KK12
- 2020 KL12
- 2020 KM12
- 2020 KN12
- 2020 KO12
- 2020 KP12
- 2020 KQ12
- 2020 KR12
- 2020 KS12
- 2020 KT12
- 2020 KU12
- 2020 KW12
- 2020 KX12
- 2020 KY12
- 2020 KZ12
- 2020 KA13
- 2020 KB13
- 2020 KC13
- 2020 KD13
- 2020 KE13
- 2020 KF13
- 2020 KH13
- 2020 KK13
- 2020 KL13
- 2020 KM13
- 2020 KN13
- 2020 KP13
- 2020 KQ13
- 2020 KS13
- 2020 KT13
- 2020 KU13
- 2020 KV13
- 2020 KW13
- 2020 KX13
- 2020 KY13
- 2020 KZ13
- 2020 KC14
- 2020 KD14
- 2020 KE14
- 2020 KG14
- 2020 KH14
- 2020 KJ14
- 2020 KK14
- 2020 KM14
- 2020 KN14
- 2020 KO14
- 2020 KP14
- 2020 KQ14
- 2020 KR14
- 2020 KS14
- 2020 KT14
- 2020 KU14
- 2020 KV14
- 2020 KW14
- 2020 KX14
- 2020 KY14
- 2020 KA15
- 2020 KB15
- 2020 KC15
- 2020 KD15
- 2020 KE15
- 2020 KF15
- 2020 KG15
- 2020 KH15
- 2020 KJ15
- 2020 KK15
- 2020 KM15
- 2020 KN15
- 2020 KP15
- 2020 KQ15
- 2020 KR15
- 2020 KS15
- 2020 KV15
- 2020 KX15
- 2020 KY15
- 2020 KZ15
- 2020 KA16
- 2020 KB16
- 2020 KC16
- 2020 KD16
- 2020 KE16
- 2020 KF16
- 2020 KG16
- 2020 KH16
- 2020 KJ16
- 2020 KK16
- 2020 KL16
- 2020 KM16
- 2020 KN16
- 2020 KP16
- 2020 KQ16
- 2020 KR16
- 2020 KS16
- 2020 KT16
- 2020 KU16
- 2020 KV16
- 2020 KW16
- 2020 KY16
- 2020 KZ16
- 2020 KA17
- 2020 KB17
- 2020 KC17
- 2020 KD17
- 2020 KE17
- 2020 KF17
- 2020 KG17
- 2020 KH17
- 2020 KJ17
- 2020 KK17
- 2020 KL17
- 2020 KP17
- 2020 KQ17
- 2020 KR17
- 2020 KU17
- 2020 KV17
- 2020 KW17
- 2020 KB18
- 2020 KC18
- 2020 KE18
- 2020 KF18
- 2020 KG18
- 2020 KJ18
- 2020 KK18
- 2020 KM18
- 2020 KN18
- 2020 KO18
- 2020 KP18
- 2020 KQ18
- 2020 KR18
- 2020 KS18
- 2020 KT18
- 2020 KU18
- 2020 KV18
- 2020 KW18
- 2020 KX18
- 2020 KY18
- 2020 KZ18
- 2020 KA19
- 2020 KB19
- 2020 KC19
- 2020 KD19
- 2020 KE19
- 2020 KF19
- 2020 KG19
- 2020 KH19
- 2020 KJ19
- 2020 KK19
- 2020 KL19
- 2020 KM19
- 2020 KN19
- 2020 KO19
- 2020 KP19
- 2020 KQ19
- 2020 KR19
- 2020 KS19
- 2020 KT19
- 2020 KU19
- 2020 KV19
- 2020 KW19
- 2020 KX19
- 2020 KA20
- 2020 KB20
- 2020 KC20
- 2020 KD20
- 2020 KE20
- 2020 KG20
- 2020 KH20
- 2020 KJ20
- 2020 KK20
- 2020 KM20
- 2020 KN20
- 2020 KP20
- 2020 KQ20
- 2020 KR20
- 2020 KS20
- 2020 KT20
- 2020 KU20
- 2020 KV20
- 2020 KW20
- 2020 KX20
- 2020 KY20
- 2020 KZ20
- 2020 KA21
- 2020 KB21
- 2020 KC21
- 2020 KD21
- 2020 KF21
- 2020 KG21
- 2020 KH21
- 2020 KK21
- 2020 KM21
- 2020 KO21
- 2020 KP21
- 2020 KQ21
- 2020 KT21
- 2020 KV21
- 2020 KW21
- 2020 KX21
- 2020 KZ21
- 2020 KC22
- 2020 KD22
- 2020 KH22
- 2020 KJ22
- 2020 KL22
- 2020 KM22
- 2020 KN22
- 2020 KR22
- 2020 KS22
- 2020 KT22
- 2020 KU22
- 2020 KV22
- 2020 KW22
- 2020 KX22
- 2020 KZ22
- 2020 KA23
- 2020 KB23
- 2020 KC23
- 2020 KE23
- 2020 KF23
- 2020 KG23
- 2020 KH23
- 2020 KJ23
- 2020 KK23
- 2020 KL23
- 2020 KM23
- 2020 KN23
- 2020 KO23
- 2020 KP23
- 2020 KQ23
- 2020 KR23
- 2020 KS23
- 2020 KT23
- 2020 KU23
- 2020 KV23
- 2020 KW23
- 2020 KX23
- 2020 KY23
- 2020 KA24
- 2020 KB24
- 2020 KC24
- 2020 KD24
- 2020 KE24
- 2020 KF24
- 2020 KH24
- 2020 KJ24
- 2020 KK24
- 2020 KM24
- 2020 KO24
- 2020 KP24
- 2020 KQ24
- 2020 KR24
- 2020 KS24
- 2020 KV24
- 2020 KX24
- 2020 KY24
- 2020 KZ24
- 2020 KA25
- 2020 KC25
- 2020 KD25
- 2020 KE25
- 2020 KF25
- 2020 KG25
- 2020 KH25
- 2020 KJ25
- 2020 KL25
- 2020 KN25
- 2020 KO25
- 2020 KP25
- 2020 KQ25
- 2020 KR25
- 2020 KS25
- 2020 KU25
- 2020 KV25
- 2020 KW25
- 2020 KX25
- 2020 KY25
- 2020 KZ25
- 2020 KA26
- 2020 KB26
- 2020 KC26
- 2020 KD26
- 2020 KE26
- 2020 KF26
- 2020 KG26
- 2020 KH26
- 2020 KJ26
- 2020 KK26
- 2020 KM26
- 2020 KN26
- 2020 KO26
- 2020 KP26
- 2020 KQ26
- 2020 KR26
- 2020 KU26
- 2020 KV26
- 2020 KW26
- 2020 KX26
- 2020 KY26
- 2020 KZ26
- 2020 KA27
- 2020 KB27
- 2020 KC27
- 2020 KD27
- 2020 KE27
- 2020 KF27
- 2020 KG27
- 2020 KH27
- 2020 KJ27
- 2020 KK27
- 2020 KL27
- 2020 KM27
- 2020 KN27
- 2020 KO27
- 2020 KP27
- 2020 KQ27
- 2020 KR27
- 2020 KS27
- 2020 KU27
- 2020 KV27
- 2020 KW27
- 2020 KX27
- 2020 KZ27
- 2020 KA28
- 2020 KB28
- 2020 KC28
- 2020 KD28
- 2020 KE28
- 2020 KF28
- 2020 KG28
- 2020 KH28
- 2020 KJ28
- 2020 KK28
- 2020 KL28
- 2020 KM28
- 2020 KN28
- 2020 KO28
- 2020 KP28
- 2020 KQ28
- 2020 KR28
- 2020 KS28
- 2020 KT28
- 2020 KV28
- 2020 KW28
- 2020 KX28
- 2020 KY28
- 2020 KZ28
- 2020 KA29
- 2020 KB29
- 2020 KC29
- 2020 KD29
- 2020 KF29
- 2020 KG29
- 2020 KH29
- 2020 KJ29
- 2020 KK29
- 2020 KL29
- 2020 KM29
- 2020 KN29
- 2020 KO29
- 2020 KP29
- 2020 KQ29
- 2020 KR29
- 2020 KS29
- 2020 KT29
- 2020 KV29
- 2020 KX29
- 2020 KY29
- 2020 KB30
- 2020 KC30
- 2020 KE30
- 2020 KF30
- 2020 KG30
- 2020 KH30
- 2020 KJ30
- 2020 KK30
- 2020 KL30
- 2020 KM30
- 2020 KN30
- 2020 KO30
- 2020 KP30
- 2020 KQ30
- 2020 KR30
- 2020 KS30
- 2020 KT30
- 2020 KU30
- 2020 KV30
- 2020 KW30
- 2020 KX30
- 2020 KY30
- 2020 KZ30
- 2020 KB31
- 2020 KC31
- 2020 KD31
- 2020 KE31
- 2020 KF31
- 2020 KG31
- 2020 KH31
- 2020 KK31
- 2020 KL31
- 2020 KM31
- 2020 KN31
- 2020 KO31
- 2020 KQ31
- 2020 KS31
- 2020 KT31
- 2020 KU31
- 2020 KV31
- 2020 KW31
- 2020 KX31
- 2020 KY31
- 2020 KZ31
- 2020 KA32
- 2020 KB32
- 2020 KC32
- 2020 KD32
- 2020 KF32
- 2020 KG32
- 2020 KH32
- 2020 KJ32
- 2020 KK32
- 2020 KL32
- 2020 KM32
- 2020 KN32
- 2020 KP32
- 2020 KQ32
- 2020 KR32
- 2020 KS32
- 2020 KT32
- 2020 KU32
- 2020 KV32
- 2020 KW32
- 2020 KX32
- 2020 KZ32
- 2020 KA33
- 2020 KB33
- 2020 KC33
- 2020 KD33
- 2020 KG33
- 2020 KH33
- 2020 KJ33
- 2020 KK33
- 2020 KL33
- 2020 KM33
- 2020 KN33
- 2020 KO33
- 2020 KP33
- 2020 KQ33
- 2020 KR33
- 2020 KS33
- 2020 KT33
- 2020 KU33
- 2020 KW33
- 2020 KX33
- 2020 KY33
- 2020 KZ33
- 2020 KA34
- 2020 KB34
- 2020 KC34
- 2020 KD34
- 2020 KE34
- 2020 KF34
- 2020 KG34
- 2020 KH34
- 2020 KJ34
- 2020 KK34
- 2020 KL34
- 2020 KM34
- 2020 KN34
- 2020 KP34
- 2020 KQ34
- 2020 KS34
- 2020 KU34
- 2020 KV34
- 2020 KW34
- 2020 KX34
- 2020 KZ34
- 2020 KA35
- 2020 KC35
- 2020 KD35
- 2020 KE35
- 2020 KF35
- 2020 KG35
- 2020 KH35
- 2020 KJ35
- 2020 KK35
- 2020 KL35
- 2020 KM35
- 2020 KN35
- 2020 KO35
- 2020 KP35
- 2020 KQ35
- 2020 KR35
- 2020 KS35
- 2020 KT35
- 2020 KU35
- 2020 KV35
- 2020 KW35
- 2020 KX35
- 2020 KY35
- 2020 KZ35
- 2020 KA36
- 2020 KB36
- 2020 KC36
- 2020 KD36
- 2020 KE36
- 2020 KF36
- 2020 KH36
- 2020 KJ36
- 2020 KK36
- 2020 KL36
- 2020 KM36
- 2020 KN36
- 2020 KO36
- 2020 KP36
- 2020 KR36
- 2020 KT36
- 2020 KV36
- 2020 KX36
- 2020 KY36
- 2020 KA37
- 2020 KB37
- 2020 KC37
- 2020 KD37
- 2020 KE37
- 2020 KF37
- 2020 KK37
- 2020 KM37
- 2020 KT37
- 2020 KV37
- 2020 KW37
- 2020 KY37
- 2020 KZ37
- 2020 KB38
- 2020 KC38
- 2020 KD38
- 2020 KE38
- 2020 KF38
- 2020 KG38
- 2020 KJ38
- 2020 KN38
- 2020 KO38
- 2020 KP38
- 2020 KQ38
- 2020 KR38
- 2020 KS38
- 2020 KT38
- 2020 KU38
- 2020 KX38
- 2020 KY38
- 2020 KA39
- 2020 KB39
- 2020 KC39
- 2020 KD39
- 2020 KE39
- 2020 KG39
- 2020 KJ39
- 2020 KK39
- 2020 KL39
- 2020 KN39
- 2020 KO39
- 2020 KP39
- 2020 KR39
- 2020 KS39
- 2020 KT39
- 2020 KU39
- 2020 KV39
- 2020 KW39
- 2020 KX39
- 2020 KY39
- 2020 KZ39
- 2020 KA40
- 2020 KB40
- 2020 KC40
- 2020 KE40
- 2020 KF40
- 2020 KG40
- 2020 KH40
- 2020 KJ40
- 2020 KK40
- 2020 KL40
- 2020 KN40
- 2020 KO40
- 2020 KP40
- 2020 KQ40
- 2020 KR40
- 2020 KT40
- 2020 KU40
- 2020 KV40
- 2020 KZ40
- 2020 KA41
- 2020 KB41
- 2020 KD41
- 2020 KE41
- 2020 KF41
- 2020 KG41
- 2020 KH41
- 2020 KK41
- 2020 KL41
- 2020 KM41
- 2020 KO41
- 2020 KP41
- 2020 KQ41
- 2020 KR41
- 2020 KS41
- 2020 KU41
- 2020 KV41
- 2020 KX41
- 2020 KY41
- 2020 KZ41
- 2020 KA42
- 2020 KB42
- 2020 KC42
- 2020 KD42
- 2020 KF42
- 2020 KH42
- 2020 KJ42
- 2020 KK42
- 2020 KL42
- 2020 KM42
- 2020 KN42
- 2020 KO42
- 2020 KP42
- 2020 KQ42
- 2020 KR42
- 2020 KS42
- 2020 KT42
- 2020 KU42
- 2020 KV42
- 2020 KW42
- 2020 KY42
- 2020 KZ42
- 2020 KA43
- 2020 KC43
- 2020 KD43
- 2020 KE43
- 2020 KG43
- 2020 KH43
- 2020 KK43
- 2020 KL43
- 2020 KM43
- 2020 KN43
- 2020 KO43
- 2020 KP43
- 2020 KQ43
- 2020 KR43
- 2020 KS43
- 2020 KT43
- 2020 KV43
- 2020 KW43
- 2020 KX43
- 2020 KY43
- 2020 KZ43
- 2020 KA44
- 2020 KB44
- 2020 KC44
- 2020 KD44
- 2020 KE44
- 2020 KF44
- 2020 KG44
- 2020 KH44
- 2020 KJ44
- 2020 KK44
- 2020 KL44
- 2020 KM44
- 2020 KN44
- 2020 KO44
- 2020 KP44
- 2020 KQ44
- 2020 KR44
- 2020 KS44
- 2020 KT44
- 2020 KU44
- 2020 KV44
- 2020 KW44
- 2020 KX44
- 2020 KY44
- 2020 KZ44
- 2020 KA45
- 2020 KB45
- 2020 KC45
- 2020 KD45
- 2020 KE45
- 2020 KF45
- 2020 KG45
- 2020 KH45
- 2020 KJ45
- 2020 KK45
- 2020 KL45
- 2020 KM45
- 2020 KN45
- 2020 KO45
- 2020 KP45
- 2020 KQ45
- 2020 KS45
- 2020 KT45
- 2020 KV45
- 2020 KW45
- 2020 KY45
- 2020 KZ45
- 2020 KA46
- 2020 KB46
- 2020 KC46
- 2020 KD46
- 2020 KE46
- 2020 KF46
- 2020 KG46
- 2020 KH46
- 2020 KK46
- 2020 KL46
- 2020 KM46
- 2020 KO46
- 2020 KP46
- 2020 KQ46
- 2020 KR46
- 2020 KS46
- 2020 KT46
- 2020 KU46
- 2020 KV46
- 2020 KW46
- 2020 KX46
- 2020 KY46
- 2020 KA47
- 2020 KB47
- 2020 KC47
- 2020 KD47
- 2020 KE47
- 2020 KF47
- 2020 KG47
- 2020 KH47
- 2020 KJ47
- 2020 KK47
- 2020 KL47
- 2020 KM47
- 2020 KN47
- 2020 KO47
- 2020 KP47
- 2020 KQ47
- 2020 KS47
- 2020 KT47
- 2020 KU47
- 2020 KV47
- 2020 KW47
- 2020 KX47
- 2020 KY47
- 2020 KZ47
- 2020 KA48
- 2020 KB48
- 2020 KC48
- 2020 KD48
- 2020 KE48
- 2020 KF48
- 2020 KG48
- 2020 KH48
- 2020 KJ48
- 2020 KK48
- 2020 KL48
- 2020 KN48
- 2020 KO48
- 2020 KQ48
- 2020 KR48
- 2020 KS48
- 2020 KT48
- 2020 KU48
- 2020 KV48
- 2020 KW48
- 2020 KX48
- 2020 KY48
- 2020 KZ48
- 2020 KA49
- 2020 KB49
- 2020 KC49
- 2020 KD49
- 2020 KF49
- 2020 KG49
- 2020 KH49
- 2020 KJ49
- 2020 KK49
- 2020 KL49
- 2020 KM49
- 2020 KN49
- 2020 KO49
- 2020 KP49
- 2020 KQ49
- 2020 KR49
- 2020 KS49
- 2020 KT49
- 2020 KU49
- 2020 KV49
- 2020 KW49
- 2020 KX49
- 2020 KY49
- 2020 KZ49
- 2020 KA50
- 2020 KB50
- 2020 KC50
- 2020 KD50
- 2020 KE50
- 2020 KF50
- 2020 KG50
- 2020 KH50
- 2020 KJ50
- 2020 KK50
- 2020 KL50
- 2020 KN50
- 2020 KO50
- 2020 KP50
- 2020 KQ50
- 2020 KR50
- 2020 KS50
- 2020 KT50
- 2020 KU50
- 2020 KV50
- 2020 KW50
- 2020 KX50
- 2020 KY50
- 2020 KZ50
- 2020 KB51
- 2020 KC51
- 2020 KE51
- 2020 KF51
- 2020 KG51
- 2020 KH51
- 2020 KK51
- 2020 KL51
- 2020 KO51
- 2020 KP51
- 2020 KR51
- 2020 KS51
- 2020 KU51
- 2020 KV51
- 2020 KW51
- 2020 KY51
- 2020 KZ51
- 2020 KA52
- 2020 KB52
- 2020 KC52
- 2020 KD52
- 2020 KE52
- 2020 KF52
- 2020 KH52
- 2020 KJ52
- 2020 KK52
- 2020 KL52
- 2020 KM52
- 2020 KN52
- 2020 KO52
- 2020 KP52
- 2020 KQ52
- 2020 KR52
- 2020 KS52
- 2020 KT52
- 2020 KU52
- 2020 KV52
- 2020 KW52
- 2020 KX52
- 2020 KY52
- 2020 KZ52
- 2020 KA53
- 2020 KB53
- 2020 KC53
- 2020 KD53
- 2020 KE53
- 2020 KF53
- 2020 KG53
- 2020 KH53
- 2020 KJ53
- 2020 KK53
- 2020 KL53
- 2020 KM53
- 2020 KN53
- 2020 KO53
- 2020 KP53
- 2020 KR53
- 2020 KS53
- 2020 KT53
- 2020 KU53
- 2020 KV53
- 2020 KW53
- 2020 KX53
- 2020 KY53
- 2020 KZ53
- 2020 KA54
- 2020 KB54
- 2020 KC54
- 2020 KD54
- 2020 KE54
- 2020 KF54
- 2020 KG54
- 2020 KH54
- 2020 KJ54
- 2020 KK54
- 2020 KL54
- 2020 KM54
- 2020 KN54
- 2020 KO54
- 2020 KP54
- 2020 KQ54
- 2020 KR54
- 2020 KS54
- 2020 KT54
- 2020 KU54
- 2020 KV54
- 2020 KW54
- 2020 KX54
- 2020 KY54
- 2020 KZ54
- 2020 KA55
- 2020 KB55
- 2020 KC55
- 2020 KD55
- 2020 KE55
- 2020 KF55
- 2020 KG55
- 2020 KH55
- 2020 KJ55
- 2020 KK55
- 2020 KL55
- 2020 KM55
- 2020 KN55
- 2020 KO55
- 2020 KP55
- 2020 KQ55
- 2020 KR55
- 2020 KS55
- 2020 KT55
- 2020 KU55
- 2020 KV55
- 2020 KW55
- 2020 KX55
- 2020 KY55
- 2020 KZ55
- 2020 KA56
- 2020 KB56
- 2020 KC56
- 2020 KD56
- 2020 KE56
- 2020 KF56
- 2020 KG56
- 2020 KH56
- 2020 KJ56
- 2020 KL56
- 2020 KM56
- 2020 KN56
- 2020 KO56
- 2020 KP56
- 2020 KQ56
- 2020 KR56
- 2020 KS56
- 2020 KT56
- 2020 KU56
- 2020 KV56
- 2020 KW56
- 2020 KX56
- 2020 KY56
- 2020 KZ56
- 2020 KA57
- 2020 KB57
- 2020 KC57
- 2020 KD57
- 2020 KE57
- 2020 KG57
- 2020 KH57
- 2020 KJ57
- 2020 KK57
- 2020 KL57
- 2020 KM57
- 2020 KN57
- 2020 KO57
- 2020 KP57
- 2020 KQ57
- 2020 KR57
- 2020 KS57
- 2020 KT57
- 2020 KU57
- 2020 KV57
- 2020 KW57
- 2020 KX57
- 2020 KY57
- 2020 KZ57
- 2020 KA58
- 2020 KB58
- 2020 KC58
- 2020 KD58
- 2020 KE58
- 2020 KF58
- 2020 KG58
- 2020 KH58
- 2020 KJ58
- 2020 KK58
- 2020 KL58
- 2020 KM58
- 2020 KN58
- 2020 KO58
- 2020 KQ58
- 2020 KR58
- 2020 KS58
- 2020 KT58
- 2020 KU58
- 2020 KV58
- 2020 KW58
- 2020 KX58
- 2020 KY58
- 2020 KZ58
- 2020 KA59
- 2020 KB59
- 2020 KC59
- 2020 KD59
- 2020 KE59
- 2020 KF59
- 2020 KG59
- 2020 KH59
- 2020 KJ59
- 2020 KK59
- 2020 KL59
- 2020 KM59
- 2020 KN59
- 2020 KO59
- 2020 KP59
- 2020 KQ59
- 2020 KR59
- 2020 KS59
- 2020 KT59
- 2020 KU59
- 2020 KV59
- 2020 KW59
- 2020 KX59
- 2020 KY59
- 2020 KZ59
- 2020 KA60
- 2020 KB60
- 2020 KC60
- 2020 KD60
- 2020 KE60
- 2020 KF60
- 2020 KG60
- 2020 KH60
- 2020 KJ60
- 2020 KK60
- 2020 KL60
- 2020 KM60
- 2020 KN60
- 2020 KO60
- 2020 KP60
- 2020 KQ60
- 2020 KR60
- 2020 KS60
- 2020 KT60
- 2020 KU60
- 2020 KV60
- 2020 KW60
- 2020 KX60
- 2020 KY60
- 2020 KZ60
- 2020 KA61
- 2020 KB61
- 2020 KC61
- 2020 KD61
- 2020 KE61
- 2020 KF61
- 2020 KH61
- 2020 KJ61
- 2020 KK61
- 2020 KL61
- 2020 KM61
- 2020 KN61
- 2020 KO61
- 2020 KP61
- 2020 KQ61
- 2020 KR61
- 2020 KS61
- 2020 KT61
- 2020 KU61
- 2020 KV61
- 2020 KX61
- 2020 KZ61
- 2020 KA62
- 2020 KB62
- 2020 KC62
- 2020 KD62
- 2020 KE62
- 2020 KF62
- 2020 KG62
- 2020 KH62
- 2020 KJ62
- 2020 KK62
- 2020 KL62
- 2020 KM62
- 2020 KN62
- 2020 KP62
- 2020 KQ62
- 2020 KR62
- 2020 KS62
- 2020 KT62
- 2020 KU62
- 2020 KV62
- 2020 KW62
- 2020 KX62
- 2020 KY62
- 2020 KZ62
- 2020 KA63
- 2020 KB63
- 2020 KC63
- 2020 KD63
- 2020 KE63
- 2020 KF63
- 2020 KG63
- 2020 KH63
- 2020 KJ63
- 2020 KK63
- 2020 KL63
- 2020 KM63
- 2020 KN63
- 2020 KO63
- 2020 KP63
- 2020 KQ63
- 2020 KR63
- 2020 KS63
- 2020 KT63
- 2020 KU63
- 2020 KV63
- 2020 KW63
- 2020 KX63
- 2020 KY63
- 2020 KZ63
- 2020 KA64
- 2020 KB64
- 2020 KC64
- 2020 KD64
- 2020 KE64
- 2020 KF64
- 2020 KG64
- 2020 KH64
- 2020 KJ64
- 2020 KK64
- 2020 KL64
- 2020 KM64
- 2020 KN64
- 2020 KO64
- 2020 KP64
- 2020 KQ64
- 2020 KR64
- 2020 KS64
- 2020 KT64
- 2020 KU64
- 2020 KV64
- 2020 KW64
- 2020 KY64
- 2020 KZ64
- 2020 KA65
- 2020 KB65
- 2020 KC65
- 2020 KD65
- 2020 KE65
- 2020 KF65
- 2020 KG65
- 2020 KH65
- 2020 KJ65
- 2020 KK65
- 2020 KL65
- 2020 KM65
- 2020 KN65
- 2020 KO65
- 2020 KP65
- 2020 KQ65
- 2020 KR65
- 2020 KS65
- 2020 KT65
- 2020 KU65
- 2020 KV65
- 2020 KW65
- 2020 KX65
- 2020 KY65
- 2020 KZ65
- 2020 KA66
- 2020 KB66
- 2020 KC66
- 2020 KD66
- 2020 KF66
- 2020 KG66
- 2020 KH66
- 2020 KJ66
- 2020 KK66
- 2020 KL66
- 2020 KM66
- 2020 KO66
- 2020 KP66
- 2020 KQ66
- 2020 KS66
- 2020 KT66
- 2020 KU66
- 2020 KV66
- 2020 KW66
- 2020 KX66
- 2020 KY66
- 2020 KZ66
- 2020 KA67
- 2020 KB67
- 2020 KC67
- 2020 KD67
- 2020 KE67
- 2020 KF67
- 2020 KG67
- 2020 KH67
- 2020 KJ67
- 2020 KK67
- 2020 KL67
- 2020 KM67
- 2020 KN67
- 2020 KO67
- 2020 KP67
- 2020 KQ67
- 2020 KR67
- 2020 KS67
- 2020 KT67
- 2020 KU67
- 2020 KV67
- 2020 KW67
- 2020 KX67
- 2020 KY67
- 2020 KZ67
- 2020 KA68
- 2020 KB68
- 2020 KC68
- 2020 KD68
- 2020 KE68
- 2020 KF68
- 2020 KG68
- 2020 KH68
- 2020 KJ68
- 2020 KK68
- 2020 KL68
- 2020 KM68
- 2020 KN68
- 2020 KO68
- 2020 KP68
- 2020 KQ68
- 2020 KR68
- 2020 KS68
- 2020 KT68
- 2020 KU68
- 2020 KV68
- 2020 KW68
- 2020 KX68
- 2020 KY68
- 2020 KA69
- 2020 KB69
- 2020 KC69
- 2020 KD69